# Niżni Podkrywański Chodnik

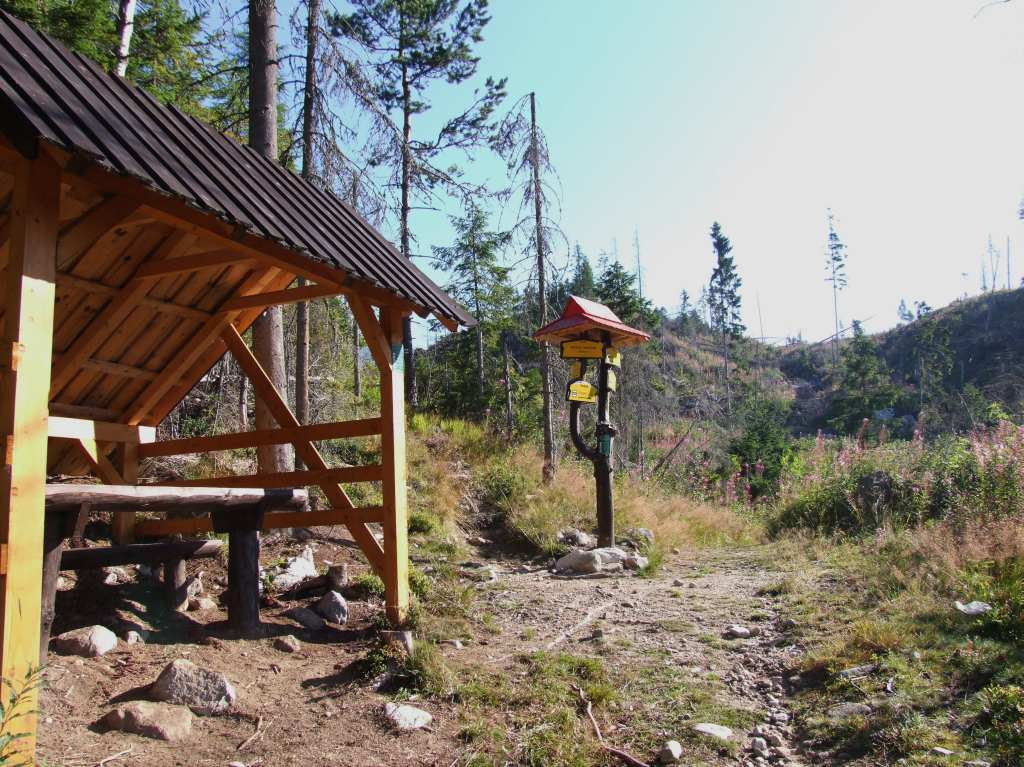
Fragment ścieżki (Rozdroże Jambrichowo na Białym Wagu)

Niżni Podkrywański Chodnik (słow. Nižný podkrivanský chodnik) – znakowany zielono szlak turystyczny w słowackich Tatrach Wysokich od Szczyrbskiego Jeziora do Trzech Źródeł.

## Historia
Wykonany został w latach 1893–1894 jako dwumetrowej szerokości droga dla wozów konnych. W latach 1957–1966 wybudowano poniżej niej i równolegle do niej szeroką, asfaltową Tatrzańską Drogę Młodości. Stara droga przeznaczona została na pieszy szlak turystyczny.
Niżni Podkrywański Chodnik prowadzi przez teren zalesiony, ale w 2004 znaczna część lasu została przez wiatr wyłamana, tak, że z wielu miejsc na szlaku rozciągają się szerokie widoki zarówno na Tatry, jak i na Liptów. Szlak jest przez turystów używany bardzo rzadko.

## Przebieg szlaku
– od Szczyrbskiego Jeziora przez dolinkę Mokry Kąt, moreny Doliny Furkotnej, Biały Wag, gdzie tuż przy asfaltowej szosie krzyżuje się z niebieskim szlakiem turystycznym na Krywań, i Dolinę Pajęczą do Trzech Źródeł. Czas przejścia całego szlaku: około 2:30 h, ↓ 2:15 h.